# Spergiura!
Spergiura! è un cortometraggio muto italiano del 1909.

## Trama
Bianca Maria Croixmazeu ha come amante un ufficiale dei dragoni ed una sera, rimasta sola, lo riceve a casa. Ma il marito, avvisato da un cameriere, torna a casa inatteso. La donna fa nascondere l'ufficiale in uno stanzino, ed assicura di essere sola. Davanti alle insistenze del marito giura anche che in quello stanzino non c'è nessuno. Nella notte il marchese fa murare la porta di quel locale e l'ufficiale muore di stenti. Bianca Maria, quando si accorge del muro, si avventa contro il marito, ma ormai è tardi per salvare l'amante e lei stessa si accascia al suolo esanime per la disperazione.

## Realizzazione del film
La pellicola si ispirava al romanzo La grande Bretèche (1831) di Balzac, e venne adattata da Arrigo Frusta, all'epoca soggettista e sceneggiatore della "Ambrosio" con l'impegno di produrre 3 soggetti al mese per un compenso di 50 lire ciascuno. Come lui stesso ha ricordato molti anni dopo, «le precedenti pellicole della casa, di 40 - 50 metri al più, erano in prevalenza di tipo comico, mentre quelle drammatiche erano poche e tenute in tono minore».

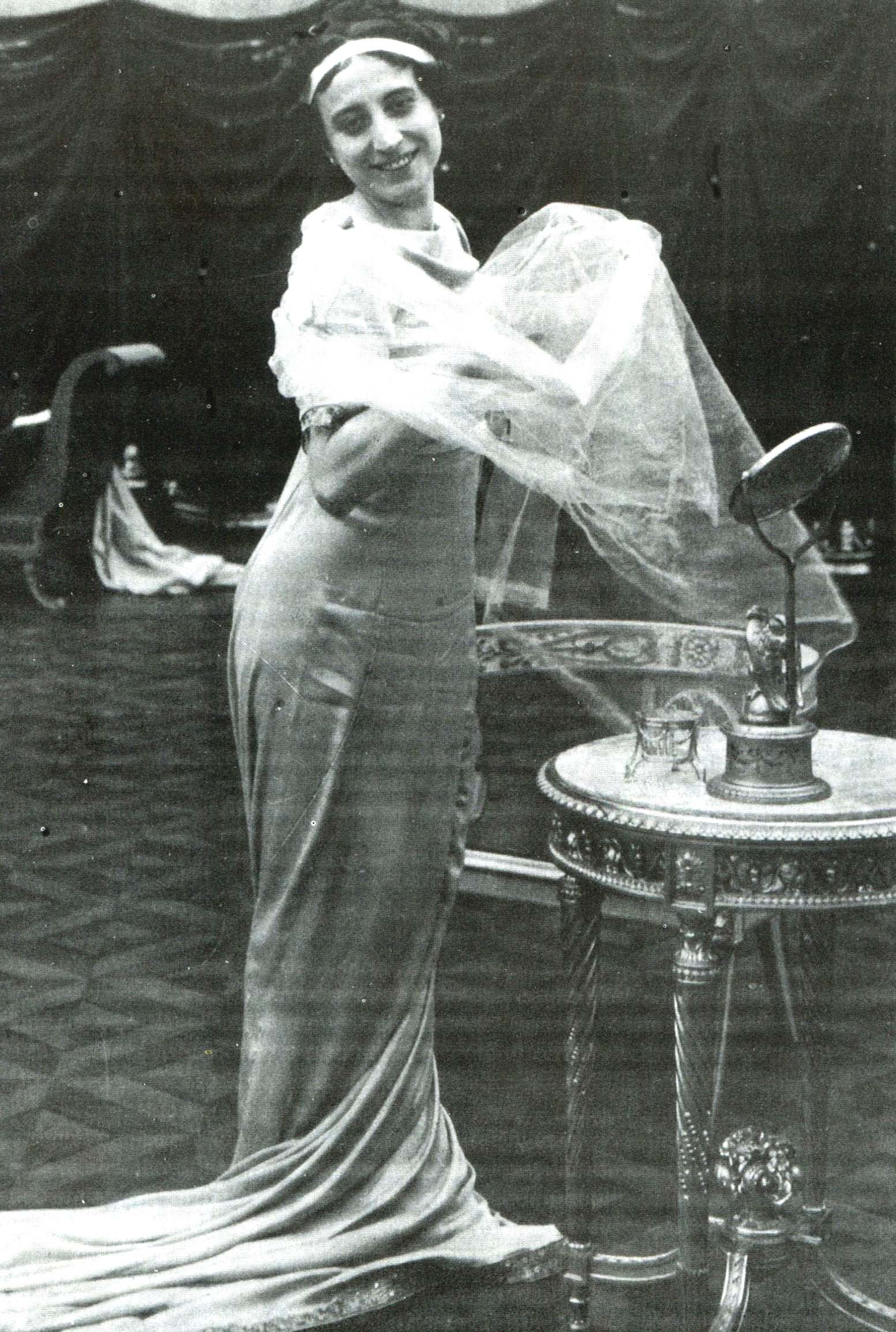
Mary Cléo Tarlarini in Spergiura

Spergiura! costituì una innovazione per l'azienda torinese, dove in quel periodo già lavoravano contemporaneamente trenta attori e tre operatori fissi, suddivisi in cinque troupes per una produzione a getto continuo. Questa volta, però, si decise di fare le cose, per i tempi, in grande. I costumi vennero disegnati e realizzati appositamente da una sarta, le scene non furono più costituite da quinte teatrali o tendaggi disegnati, ma da ambienti realistici, da finestre con i vetri e da mobili veri. Gli attori e le attrici furono sottoposti a numerose prove e ciò comportò non poche discussioni.
Si trattò quindi di una svolta, che inaugurò un nuovo modo, più avanzato, di concepire la scenografia e la messa in scena del dramma. L'importanza che la società "Ambrosio" attribuì a questo suo prodotto innovativo è testimoniata dal fatto che con essa inaugurò la sua "Serie Oro", nella quale poi negli anni a venire, presenterà le sue opere più impegnative e prestigiose.
La pellicola venne girata nella primavera del 1909, in un periodo nel quale la cinematografia italiana, dopo una fase di arresto, si stava riprendendo e, con l'istituzione di molte nuove aziende, gettava le basi del grande sviluppo che avrà negli anni antecedenti la Grande guerra. La direzione artistica fu dello stesso produttore Arturo Ambrosio e dell'interprete Luigi Maggi, a testimonianza di un periodo pionieristico nel quale la distinzione dei ruoli sul set tra produzione, regia, sceneggiatori ed interpreti non era quella che poi venne sviluppandosi negli anni a venire. Alcune scene vennero girate nella Villa della Regina.
Spergiura! è una delle non molte pellicole arrivate dal lontano 1909 sino ai giorni nostri: copie del film sono infatti conservate presso le cineteche di Bruxelles, Berlino e Praga.

## Accoglienza
Secondo il ricordo di Frusta il film ebbe «un buon successo». Anche i commenti del tempo oggi disponibili mostrano apprezzamento per la bellezza della fotografia, l'interesse del soggetto, la messa in scena specialmente accurata. Ed è probabile che sia stato proprio il successo del film ad indurre la "Ambrosio" a realizzare l'anno dopo un seguito della vicenda dal titolo La stanza segreta, sempre su soggetto di Arrigo Frusta.

## Altre edizioni
Per una curiosa coincidenza nello stesso anno 1909 dal racconto di Balzac furono realizzati altri due film, uno in Francia, che conservò il titolo originale di La grande bretèche ed uno negli Stati Uniti, diretto da Griffith, con il titolo di The Sealed Room.